# Xfce
 je slobodno desktop okruženje za Juniks i Juniksu slične platforme, poput Linuksa, Solarisa, i BSD-a. Razvojni cilj ovog proizvoda je da bude brz i lagan, a istovremeno vizuelno privlačan i lak za upotrebu.
Trenutna verzija, 4.12, je dizajnirana na modularan način koji omogučava višestruku upotrebu komponenti. Xfce se sastoji od kolekcije zasebnih komponenti koje zajedno pružaju puno funkcionalno desktop okruženje. Njihovi podskupovi se mogu koristi da se formira željeno lično radno okruženje. Xfce se prvenstveno koristi zbog njegove sposobnosti da radi na relativno skromnom hardveru.
On je baziran na GTK+ 2 tulkitu (poput Gnom 2.x). On koristi Xfwm upravljač prozora. Njegova konfiguracija je u potpunosti bazirana na upotrebi miša, pri čemu su konfiguracini fajlovi skriveni od običnih korisnika.
Xfce je uključen kao jedno od grafičkih korisničkih okruženja Pandora ručnog sistema za igre.

## Spoljašnje veze
- Zvanični veb-sajt